# Burcombe
Burcombe är en by i civil parish Burcombe Without, i distriktet Wiltshire, i grevskapet Wiltshire, i England. Byn är belägen 7 km från Salisbury. Burcombe var en civil parish fram till 1894 när blev den en del av Burcombe Without och Wilton. Civil parish hade 330 invånare år 1891. Byn nämndes i Domedagsboken (Domesday Book) år 1086, och kallades då Bredecumbe.